# Третій буддійський собор
Згідно з традицією, Третій буддійський собор мав відбутися близько 250 року до н.е., але деякі джерела вказують на те, що він пройшов через кілька років після Другого собору. Цей собор відомий багатьом як привід для першого розколу в історії буддизму (інші пов'язують перший розкол з собором у Вайшалі). Він також був перший собор, на якому суперечки точилися навколо доктрини, а не навколо монастирських правил.
Оскільки собор був скликаний махасангхіками, тхеравадіни не визнають його буддійським собором і натомість вважають, що це була зустріч Сангхи у 244 році до н.е. в Паталіпутрі. На Паталіпутрі, однак, монахи лише виявили, що розкол у чернечій спільноті став остаточним. 244 рік до н.е. вважається роком заснування школи тхеравадинів, а всі незгодні з їхньою доктриною були вигнані зі спільноти.

## Історичні розбіжності
Цей собор не дуже добре відомий історикам. Тексти, в яких він згадується, не узгоджуються ні з точною датою (зазвичай близько 250 р. до н. е.), ні з тим, як він відбувся. Джерела Махаяни ігнорують його і переходять одразу від Ради Вайсалі до Ради Кашміру (перше століття). Оскільки імператор Ашока, схоже, був стурбований тим, щоб не виглядати прихильним до однієї секти коштом інших, історикам здається малоймовірним, що він став на чийсь бік у суперечках, як стверджують джерела.

## Палійські джерела
Історична версія, що додається до праць на палі, описує раду, що відбулася під патронатом Ашоки й під керівництвом його брата, преподобного Моґалліпутти Тісси, скликану для того, щоб покласти край єретичним позиціям, і закінчилася вигнанням винуватців. Кажуть, що для кращого спростування неортодоксальних тез Моґалліпутта Тісса написав Катхаваттху, текст Абхідхамма-пітаки, що роз'яснює 216 теоретичних положень. Однак вважається, що це легенда, покликана надати твору канонічності, оскільки в китайських джерелах про нього не згадується; щобільше, згадується про відокремлення андхаків після собору.
Іншим результатом собору мало б стати схвалення доктрини Вібгаджавади, яка стверджує, що перші кроки практики мають ґрунтуватися на досвіді, критичному спостереженні та міркуваннях, а не на сліпій вірі.
Нарешті, відправлення Ашокою дев'яти місій (Шрі-Ланка, Канара, Карнатака, Кашмір, Гімалаї, Бірма та Афганістан) також пов'язане з цією радою. Кажуть, що місію на Шрі-Ланці очолив його власний син Махінда, який поширював там Трипітаку і вчення Вібгаджавади.

## Китайські джерела
Це, по суті, переклади джерел Сарвастівадіна: «Обговорення різних сект» (Васумітра) та «Обговорення Махавібгаші».

### Єресь Махадеви
Кажуть, що саме на цьому соборі один або чотири ченці (Махадева, Бхадра, Нага і Стхімараті) виклали «п'ять висновків», які ставлять під сумнів досконалість архатів:
- Архати не звільнені від нічних скверн.
- Вони не повністю вільні від невігластва.
- Вони не повністю вільні від сумнівів.
- Вони все ще повинні вчитися в інших.

- Їхнє просвітлення виражається у звичайних термінах мови.

### Розкол Стхавіра - Махасагхіка
Прихильники цього вчення були засуджені й відокремлені (лише одне джерело стверджує, що Ашока виправдав їх і примирив збори). Більшість з них утворили Махасаггіку, велику спільноту, яка стверджувала, що навіть в архаті існують рівні прогресу, на відміну від досконалості Будд. Інші, стхавіравадіни (санскр., палі: theravādin), стародавні, спростовували опис архатів, які все ще схильні до пристрастей. Сьогоднішній буддизм тхеравади походить від них.